# 孫橘堂
孫橘堂，山東省登州府寧海州（今煙台市牟平區）人，清朝政治人物、同進士出身。
光緒六年（1880年），参加庚辰科殿試，登進士三甲第28名。同年五月，著分部學習。